# Сант-Анджело-ді-Броло
Сант-Анджело-ді-Броло (італ. Sant'Angelo di Brolo, сиц. Sant'Àncilu di Brolu) — муніципалітет в Італії, у регіоні Сицилія, метрополійне місто Мессіна.
Сант-Анджело-ді-Броло розташований на відстані близько 470 км на південний схід від Рима, 135 км на схід від Палермо, 60 км на захід від Мессіни.
Населення — 3145 осіб (2014).
Щорічний фестиваль відбувається 29 вересня. Покровитель — S. Michele Arcangelo.

## Демографія
Населення за роками:

Станом на 1 січня 2023 року в муніципалітеті офіційно проживало 59 іноземців з 23 країн, серед них 11 громадян країн Євросоюзу та 2 громадяни України.

## Сусідні муніципалітети
- Броло
- Фікарра
- Джоїоза-Мареа
- Лібрицці
- Монтаньяреале
- Піраїно
- Раккуя
- Сан-П'єро-Патті
- Сінагра